# Fronteira Bielorrússia–Lituânia
A fronteira entre Bielorrússia e Lituânia é a linha que limita os territórios da Bielorrússia e da Lituânia. De norte para sul, começa na tríplice fronteira de ambos os países com a Letónia, a leste da cidade lituana de Visaginas e a sul da cidade letã de Daugavpils, e termina no ponto equivalente com a Polónia, a noroeste da cidade bielorrussa de Hrodna.
Embora as relações entre a Bielorrússia e a Lituânia tenham sido geralmente amigáveis no início da década de 1990, vários grupos e indivíduos, e mesmo alguns elementos do governo e do parlamento bielorrusso, reclamam "factos históricos" em relação à língua e etnia para reivindicar partes do território da Lituânia, especialmente em torno da capital, Vilnius, que fica perto da fronteira. Os dois países assinaram um acordo fronteiriço em dezembro de 1991 e durante os dois anos seguidos foi demarcada a fronteira para evitar novas contestações.
Durante uma cimeira no início de fevereiro de 1995, o presidente lituano Algirdas Brazauskas e o presidente bielorrusso Aleksandr Lukashenko assinaram um tratado de amizade e cooperação que incluía a resolução de todas as questões fronteiriças. Não foram relatados problemas em relação às minorias que vivem no outro país.